# ジャックフロスト (女神転生)
ジャックフロスト（Jack Frost）は、アトラスのコンピュータゲーム「女神転生シリーズ」や「ペルソナシリーズ」に登場する架空のキャラクター。

## 概要
原点はイングランド伝承の雪の妖精ジャックフロスト。ゲームの『女神転生』シリーズでは、『女神転生II』以降の全作品に登場している。同シリーズでは丸い大きな頭と胴体・短い手足を持った雪だるまのような体型で、ポッカリ空があいたような丸い目と八重歯に当たる部分が欠けた半月型の口を持っている。頭にかぶる青い帽子は頭頂部が角のように二股に分かれて先端がギザギザになってやや垂れ下がり、おでこの部分に黄色いスマイルマークをつけている。おそろいのカラーで色分けされた襟巻きを首に巻き、やはりおそろいのカラーのブーツを足に履いている（ただし、デザインは登場作によって若干異なることもある）。
その愛らしさから、女神転生シリーズのみならず制作会社のアトラスのマスコットキャラクターとして、同社の登録商標にもなっている。社会現象になったプリント倶楽部にも登場したことから、女神転生シリーズを知らない人々にもプリクラ君の愛称で呼ばれていたことがあった。キャラクターデザインを担当した金子一馬によると、「『ドラゴンクエストシリーズ』におけるスライム的なキャラクターを目指した」とのこと。2019年12月10日にはLINEスタンプ、LINEきせかえも販売開始となった。

## 登場作品
各作品においてオリジナルデザインのものと異なる様々なバリエーションのものが登場する。声は主にアニメ版のキャスト。
『デジタル・デビル物語 女神転生II』
シリーズ初登場（種族は妖精では無く妖魔）。顔と体は同じだが服装が違い、頭に山高帽をかぶって首にマフラーを巻き、手に持ったパラソルで地面をついていた。リメイクの『旧約女神転生』では、隠しキャラクターとしてジャックフロストJr.や両親が登場する。
『真・女神転生』
青い帽子をかぶった現在のデザインが確立する。このシリーズより種族が妖精となる。
会話では「ヒーホー」という独特のしゃべり方をするようになっている。
『真・女神転生II』
ボスキャラクターとして、魔王キングフロストが登場。
『真・女神転生if...』
学生服を着たヒーホーくんというキャラクターが登場。
『ジャック・ブラザースの迷路でヒーホー!』、『Jack's くえすと 悪魔お助け隊』
ジャックランタン、ジャックリパーと共に主人公として登場。
『真・女神転生デビルサマナー』
ジャックランタンとコンビを組んでデビルバスターバスターズを結成。
『女神異聞録ペルソナ』
ヒーホーくんも再登場し、ヒホ子ちゃんというセーラー服を着たガールフレンドも登場した。
『RONDE －輪舞曲－』
ジャックランタンと共に、『魔神転生』シリーズ唯一の登場。
『デビルサマナー ソウルハッカーズ』
いちごフロスト、ミルきんフロスト、Bハワイフロスト、メロンフロスト、レモンフロスト（各自仲魔にすることが可能・種族は「戦士」）が登場し、フロストファイブを結成。またキングフロストが再登場する。
『真・女神転生デビルチルドレン』
声 - 氷上恭子
キングフロスト（声 - 前田剛）が冷蔵庫のような独自のデザインになっており、この姿は『DIGITAL DEVIL SAGA アバタール・チューナー』などの後続作に登場する。
新たに特撮ヒーロー風のフロストエース（声 - 中島裕美）が登場し、『光の書・闇の書』では隠し悪魔としてルシファーに似た風貌のルシファフロストが登場した。
アニメ版ではオリジナルの悪魔としてフロスト族の女王フロストクイーン（声 - 中澤やよい）も登場した。
『真・女神転生NINE』
仮想空間内のショップで店員として配置されている。
『真・女神転生III-NOCTURNE』
真っ黒なジャアクフロストが登場。種族は夜魔。マニアクスでは仲魔にすることも可能に。
『デビルサマナー 葛葉ライドウ 対 超力兵団』
ゲーム2周目以降に、隠しボスとしてライドウの服装をしたライホーくんが登場。
『デビルサマナー 葛葉ライドウ 対 アバドン王』
別件依頼では、じゃあくフロスト4名とジャックフロストで編成されたじゃあくサン5が新たに登場する。他の別件依頼でライホーくんが再登場している。
『女神異聞録デビルサバイバー』
条件を満たすと、最終日にジャアクフロストが仲間（人間キャラクター扱い）として参戦してくれる。なお、種族は「まじん」。
『デビルサバイバー2』
声 - 氷上恭子
ジャアクフロストが憂う者の手下として登場する。種族は邪鬼。
『真・女神転生 STRANGE JOURNEY』
隠しパスワードを入力すると、主人公たちと同様の特殊スーツ「デモニカスーツ」を身にまとったデモニホが登場する。デモニホはリメイク版ではザオウゴンゲンの仮の姿にもなった。また、フロストエース（種族は幻魔）、キングフロストやじゃあくフロストも登場する。
『真・女神転生IMAGINE』
通常のジャックフロストよりもはるかに大きい異形のジャックフロスト、やや小さめの未熟なジャックフロスト、ジャアクフロストの亜種、クリスマスやお正月イベント限定悪魔にサンタ衣裳を着たサンタフロスト（同じくサンタ衣裳を着たサンタランタンもいる）、獅子舞の頭をかぶった獅子舞フロストが登場する（イベントクエストのクリアで召喚プログラムを入手→仲魔にすることが可能）。サンタや獅子舞には「光り輝く」の冠詞がつくのも存在する。なお、これらは『IMAGINE』オリジナル。
『幻影異聞録♯FE』
コンビニエンスストア「ヒーホーマート」のマスコットキャラクター「ヒーホーくん」として登場。『真・女神転生if...』のヒーホーくんとは異なり、見た目は通常のジャックフロストのままである。
『真・女神転生V』
デザインがマイナーチェンジされて登場。『Vengeance』では新たに主人公・ナホビノの衣装を纏ったナホビホが登場する。ジャックフロスト、キングフロスト、ジャアクフロストの合体技「フロストストーム」も用意されている。